# Spoorstroomloop

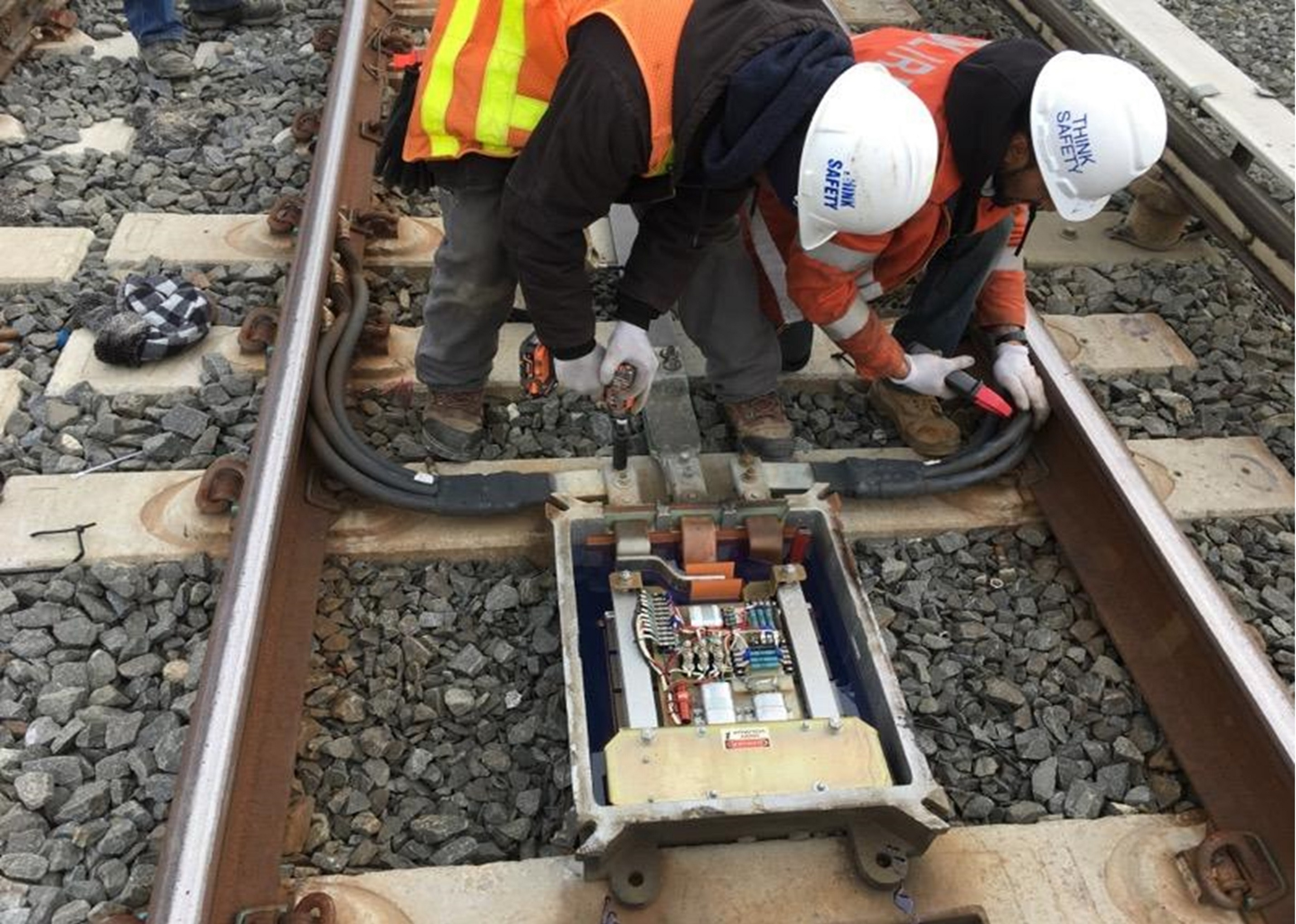
Spoorwegwerkers verbinden en testen een spoorstroomloop op het spoorwegknooppunt Harold Interlocking in New York, 12 september 2018

 Een spoorstroomloop is een stroomkring in een spoorweg die gebruikt wordt voor de detectie van treinen. Treindetectie is nodig voor rijwegbeveiliging en blokbeveiliging, die voorkomen dat treinen naar eenzelfde spoor geleid kunnen worden en onderling botsen. Ook overwegen kunnen worden aangestuurd door spoorstroomlopen.
Via spoorstroomlopen kan ook informatie voor treinbeïnvloedingssystemen worden doorgegeven.

## Laagfrequente spoorstroomloop

Voorbeeld van een laagfrequente spoorstroomloop met een sein.
Links. De spoorsectie is niet bezet. Dat blijkt uit het feit dat de spoorstroomloop niet is kortgesloten en daardoor in staat is het spoorrelais te bekrachtigen. In dit geval brandt daardoor het groene seinlicht.
Rechts. De spoorsectie is bezet. Dat blijkt uit de kortsluiting van de spoorstroomloop door de voorste as van de trein. Daardoor is het relais niet bekrachtigd en is het afgevallen. In dit geval brandt daardoor het rode seinlicht.

Een laagfrequente spoorstroomloop is een spoorstroomloop met een laagfrequente wisselspanning, tussen 50 en 100 Hz. In Nederland wordt 75 Hz gebruikt. De wielstellen van een trein sluiten de spoorstroomloop kort, waardoor de spoorstroomloop onderbroken wordt. Een onderbroken spoorstroomloop duidt er dus op dat de spoorsectie bezet is door een trein. Een spoorstroomloop die intact is geeft aan dat de spoorsectie vrij is.
Het is de oudste vorm van treindetectie en wordt in België en Nederland nog veel gebruikt. Dit type spoorstroomloop is uitgevonden door William Robinson en in 1872 gepatenteerd. Het werd op de markt gebracht door het bedrijf GRS dat nu in handen is van Alstom. De spoorstroomloop is opgebouwd rondom een elektromagnetisch B2 Vane-relais, of rond modernere elektronische apparatuur, electronic track relay (ETR).

### Specifieke eigenschappen
- Op de plaats van overgangen van spoorsecties moeten de spoorstaven elektrisch van elkaar worden geïsoleerd. Daarvoor zijn elektrische scheidingslassen nodig.
- Laagfrequente spoorstromen kunnen gebruikt worden in combinatie met bovenleiding als deze gelijkstroom biedt.
- Een wezenlijke eigenschap van de laagfrequente spoorstroomloop is dat voorzienbare storingen niet leiden tot onveilige situaties. De laagfrequente spoorstroomloop is daarmee intrinsiek[1] faalveilig. De storing zelf wordt er niet door opgelost. Spoorsecties worden bezet gemeld, seinen gaan op rood, spoorbomen omlaag. Dit gebeurt bijvoorbeeld bij
  - stroomstoringen,
  - spoorstaafbreuken,
  - defecte elektrische scheidingslassen,
  - defecte elektronische componenten van de spoorstroomloop, bijvoorbeeld als gevolg van hoge buitentemperaturen op condensatoren en spoelen.

### Spoorstroomlopen bij elektrische tractie
Bij spoorlijnen met elektrische tractie worden de spoorstaven ook gebruikt voor het geleiden van de retourstroom. Bij een elektrificatiesysteem op basis van gelijkstroom bestaan hiervoor twee systemen:
- Enkelbenige spoorstroomloop: een van de spoorstaven van een spoor is voorzien van geïsoleerde lassen. Deze spoorstaaf wordt (elektrisch) uitsluitend door de spoorstroomloop gebruikt. De andere spoorstaaf heeft geen geïsoleerde lassen, zodat de retourstroom hier ongehinderd door kan vloeien (en vormt tevens het andere been van de spoorstroomloop). Deze oplossing is eenvoudig (vooral handig bij wissels) en relatief goedkoop. Nadeel is dat de retourstroom (enkele duizenden ampères) slechts door een van de twee spoorstaven kan lopen. Enkelbenige spoorstroomlopen komen voornamelijk voor op emplacementen.
- Dubbelbenige spoorstroomloop: beide spoorstaven van een spoor zijn voorzien van geïsoleerde lassen. De retourstroom, die gelijkstroom is, kan deze lassen passeren dankzij railspoelen. De 75 Hz wisselstroom van de spoorstroomloop wordt door deze spoel tegengehouden. Voordeel is dat nu beide spoorstaven gebruikt worden voor de geleiding van de retourstroom. Dubbelbenige spoorstroomlopen komen voornamelijk voor op de vrije baan.

### Toepassing bij spoorwerkzaamheden
Bij spoorwerkzaamheden plaatsen de spoorwerkers soms een zelfsignalerende kortsluitlans. Deze sluit de spoorstaven kort, waardoor het blok bezet wordt gemeld en de toeleidende seinen de toegang verbieden. Een led meldt het lopen van de kortsluitstroom.
Staat er een obstakel, bijvoorbeeld een auto, op het spoor, dan kan men hetzelfde doen met de startkabels van de auto.

### Prikspanningspoorstroomloop (PSSSL)

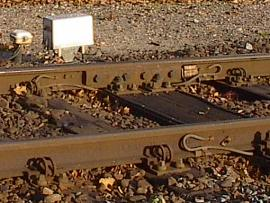
PSSSL-kastje

Bij een spoorstroomloop helpt de retourstroom van elektrisch materieel mee bij een goede treindetectie. Niet-elektrisch materieel met een lage asdruk en goede loopeigenschappen kan echter detectieproblemen veroorzaken op sporen met een roestlaagje. Op de spoorstroomloop wordt dan een pulserende hogere spanning gezet (ongeveer zoals bij schrikdraad), die door het roestlaagje "heenprikt". Een prikspanningspoorstroomloop (PSSSL) wordt voornamelijk gebruikt bij stations. Het systeem is te herkennen aan witte, rechthoekige kastjes bij het spoor. PSSSL wordt ook vaak gebruikt om de spoorstroomloop op weinig bereden sporen te verbeteren (bijvoorbeeld emplacementen). Bij Nederlandse overwegen in PSSSL-gebieden stonden gele waarschuwingsbordjes met de tekst "Dierbegeleiders opgelet: spoor kan onder spanning staan". Inmiddels is PSSSL bij overwegen verwijderd om schrikreacties bij dieren te voorkomen.

## Hoogfrequente- of toonfrequente spoorstroomloop
Hoogfrequente spoorstroomlopen of toonfrequente spoorstroomlopen worden ook wel toonspoorstroomlopen genoemd. Bij hoogfrequentie spoorstroomlopen worden frequenties gebruikt vanaf ongeveer 1500 hertz. Hoogfrequente spoorstroomlopen zijn bekend onder hun commerciële namen, JADE (jointless audio-frequency detection) van Alstom, FTGS (Ferngespeiste Tonfrequenz-Gleisstromkreise von Siemens) en zijn opvolger TCM 100 (track circuit module 100).
Secties met hoogfrequente spoorstroomlopen worden niet gescheiden met geïsoleerde lassen. Op één spoor worden steeds twee frequenties afwisselend gebruikt. De secties met verschillende frequenties sluiten niet helemaal aan, er zit een afstand van een meter of twintig tussen. Iedere spoorsectie heeft zijn eigen 'zender' (voedingspunt) en 'ontvanger', die registreert of de spoorstroomloop kortgesloten is, en dus of de sectie bezet is. Zowel de zender als de ontvanger corrigeren voor de invloed van de naastgelegen sectie, waar een spoorstroomloop met een andere frequentie aanwezig is.

### Specifieke eigenschappen
Hoogfrequente spoorstroomlopen zijn wat gevoeliger voor blikseminslag.

### Toepassing
De hoogfrequente spoorstroomloop wordt toegepast op het
emplacement van Venlo en de spoorlijn naar Kaldenkerken, bij de Rotterdamse metro, de Franse TGV-lijnen. Ook wordt dit systeem toegepast op de Havenspoorlijn Rotterdam en de rest van de Betuweroute. Tussen Maasvlakte en Kijfhoek
is JADE in gebruik.
Ook op het Amsterdamse metronetwerk, de ringlijn van GVB van Isolatorweg tot Amsterdam zuid word JADE toegepast, tot definitieve activatie van het nieuwe CBTC in 2021.

## Roestrijden
Een dun laagje roest kan de spoorstroomloop onderbreken en zo de bezetmelding onbetrouwbaar maken. Daarom moeten alle geïsoleerde wissels en sporen eenmaal per 24 uur bereden worden door minimaal 10 assen. Bij de meeste baanvakken wordt daar wel aan voldaan. Soms wordt een trein over een weinig bereden spoor geleid om roest te verwijderen, men spreekt dan over roestrijden.

## Treinbeïnvloeding en cabinesignalering
Het treinbeïnvloedingssysteem ATB-EG gebruikt de spoorstroomloop om informatie van baan naar trein over te dragen door de spoorstroomloop in een bepaald ritme in pulsen te voeden. Opneemspoelen aan de trein pikken het ritme van de stroompulsen op. Apparatuur in de trein kan op basis van deze informatie een maximumsnelheid voor de trein aflezen, en afdwingen dat geremd wordt als dit maximum wordt overschreden. Dit systeem is begin jaren dertig van de twintigste eeuw ontwikkeld door het Amerikaanse bedrijf GRS.
Bij de moderne hoogfrequente spoorstroomloop wordt niet de stroom zelf kort onderbroken, maar worden voor de spoorstroomloop wisselstromen met verschillende frequenties toegepast. Dit noemt men frequentiemodulatie. Dit principe, waarmee veel meer informatie overgedragen kan worden, wordt onder meer toegepast bij het cabinesignaleringssysteem van de Rotterdamse metro en de Franse hogesnelheidslijnen.

## Trivia
- Het hierboven genoemde woord toonspoorstroomloop is met acht o's het langste monoklinkerwoord met een 'o'. Een monoklinkerwoord is een woord waarvan alle klinkers hetzelfde zijn.[4]